# 양자리 SX형 변광성
양자리 SX형 변광성(SX Arietis variable)은 변광성의 한 종류이다. 대개 분광형 B0p에서 B9p 사이의 주계열성으로, 사냥개자리 알파²형 변광성의 뜨거운 버전이라고 생각하면 된다. 강력한 자기장을 가졌으며 헬륨 I와 규소 III 분광선이 강하게 나타난다. 변광 정도는 0.1 등급 정도이고 변광주기는 약 하루이다. 